# Cosqueville
Cosqueville település Franciaországban, Manche megyében. Lakosainak száma 591 fő (2018. január 1.). Cosqueville Théville községgel határos.

## Népesség
A település népességének változása:
| Lakosok száma | 597  | 527  | 471  | 501  | 491  | 579  | 565  | 1040 | 588  | 591  |
|               | 1962 | 1968 | 1975 | 1990 | 1999 | 2008 | 2013 | 2016 | 2017 | 2018 |